# Pyrausta sexplagalis
Pyrausta sexplagalis là một loài bướm đêm trong họ Crambidae.